# Kolberger Kleinbahn
| Kopfbahnhof Streckenanfang (Strecke außer Betrieb)        | 0,0  | Regenwalde Nord                      | (Resko Północne Wąsk.)               |
| Abzweig geradeaus und nach rechts (Strecke außer Betrieb) |      | Regenwalder Kleinbahn nach Labes     | Regenwalder Kleinbahn nach Labes     |
| Haltepunkt / Haltestelle (Strecke außer Betrieb)          | 3,3  | Neu Labuhn                           | (Łabuń Mały)                         |
| Haltepunkt / Haltestelle (Strecke außer Betrieb)          | 5,1  | Flackenhagen (Pom.)                  | (Potuliny)                           |
| Haltepunkt / Haltestelle (Strecke außer Betrieb)          | 8,1  | Geiglitz                             | (Iglice)                             |
| Abzweig geradeaus und von links (Strecke außer Betrieb)   | ~9   | Sprockheideweiche                    | (Puszczyki)                          |
| Haltepunkt / Haltestelle (Strecke außer Betrieb)          | 11,6 | Stölitzhöfchen                       | (Stołążek)                           |
| Haltepunkt / Haltestelle (Strecke außer Betrieb)          | 14,7 | Ostenheide                           | (Ostrobodno)                         |
| Abzweig geradeaus und von links (Strecke außer Betrieb)   |      | Greifenberger Kleinbahn von Dummadel | Greifenberger Kleinbahn von Dummadel |
| Bahnhof (Strecke außer Betrieb)                           | 19,1 | Mühlenbruch                          | (Skrzydłowo)                         |
| Haltepunkt / Haltestelle (Strecke außer Betrieb)          | 20,1 | Brückenkrug                          | (Czartkowo)                          |
| Haltepunkt / Haltestelle (Strecke außer Betrieb)          | 21,4 | Reselkow                             | (Rzesznikowo)                        |
| Bahnhof (Strecke außer Betrieb)                           | 25,1 | Roman (Pom.)                         | (Rymań)                              |
| Strecke (außer Betrieb)                                   |      | Bahnstrecke nach Groß Jestin–Kolberg | Bahnstrecke nach Groß Jestin–Kolberg |

| Strecke (außer Betrieb)                                  |      | von Regenwalde Nord        | von Regenwalde Nord         |
| Bahnhof (Strecke außer Betrieb)                          | 0,0  | Roman (Pom.)               | (Rymań)                     |
| Haltepunkt / Haltestelle (Strecke außer Betrieb)         | 3,6  | Waldhof                    | (Lędowa)                    |
| Haltepunkt / Haltestelle (Strecke außer Betrieb)         | 5,0  | Drosedow                   | (Drozdowo)                  |
| Haltepunkt / Haltestelle (Strecke außer Betrieb)         | 8,8  | Trienke                    | (Trzynik)                   |
| Haltepunkt / Haltestelle (Strecke außer Betrieb)         | 12,5 | Plauenthin                 | (Pławęcino)                 |
| Abzweig geradeaus und von rechts (Strecke außer Betrieb) |      | von Stolzenberg und Körlin | von Stolzenberg und Körlin  |
| Bahnhof (Strecke außer Betrieb)                          | 16,6 | Groß Jestin                | (Gościno)                   |
| Haltepunkt / Haltestelle (Strecke außer Betrieb)         | 18,6 | Karlshof                   | (Jarogniew)                 |
| Haltepunkt / Haltestelle (Strecke außer Betrieb)         | 20,0 | Semmerow                   | (Ząbrowo Wąskotorowe)       |
| Haltepunkt / Haltestelle (Strecke außer Betrieb)         | 23,9 | Garrin                     | (Charzyno)                  |
| Haltepunkt / Haltestelle (Strecke außer Betrieb)         | 27,6 | Spie-Prettmin              | (Błotnica Przećmino)        |
| Haltepunkt / Haltestelle (Strecke außer Betrieb)         | 29,1 | Kautzenberg                | (Bezpraw)                   |
| Haltepunkt / Haltestelle (Strecke außer Betrieb)         | 30,9 | Sellnow                    | (Zieleniewo)                |
| Haltepunkt / Haltestelle (Strecke außer Betrieb)         | 33,0 | Neugeldern/Karlsberg       | (Radzikowo)                 |
| Haltepunkt / Haltestelle (Strecke außer Betrieb)         | 34,7 | Kolberg Siederland         | (Kołobrzeg Kostrzewo Wąsk.) |
| Kopfbahnhof Streckenende (Strecke außer Betrieb)         | 35,8 | Kolberg Landesbahn         | (Kołobrzeg Wąsk.)           |

| Strecke (außer Betrieb)                                             |      | von Kolberg                                    | von Kolberg                                    |
| Bahnhof (Strecke außer Betrieb)                                     | 0,0  | Groß Jestin                                    | (Gościno)                                      |
| Abzweig geradeaus und nach rechts (Strecke außer Betrieb)           |      | nach Roman–Regenwalde                          | nach Roman–Regenwalde                          |
| Haltepunkt / Haltestelle (Strecke außer Betrieb)                    | 1,1  | Groß Jestin Friedhof                           | (Gościno Żalno)                                |
| Abzweig geradeaus und nach links (Strecke außer Betrieb)            |      | nach Körlin                                    | nach Körlin                                    |
| Haltepunkt / Haltestelle (Strecke außer Betrieb)                    | 4,4  | Karkow (Pom.)                                  | (Karkowo)                                      |
| Haltepunkt / Haltestelle (Strecke außer Betrieb)                    | 6,5  | Eickstedtswalde                                | (Dargocice)                                    |
| Haltepunkt / Haltestelle (Strecke außer Betrieb)                    | 8,4  | Groß Vorbeck                                   | (Wierzbka Dolna)                               |
| Bahnhof (Strecke außer Betrieb)                                     | 9,8  | Ramelow                                        | (Ramlewo)                                      |
| Haltepunkt / Haltestelle (Strecke außer Betrieb)                    | 12,0 | Meisegau                                       | (Sikorzyce)                                    |
| Haltepunkt / Haltestelle (Strecke außer Betrieb)                    | 14,2 | Rogzow                                         | (Roksowo Kołobrzeskie)                         |
| Haltepunkt / Haltestelle (Strecke außer Betrieb)                    | 16,6 | Leppin                                         | (Lepino)                                       |
| Abzweig geradeaus, nach links und von links (Strecke außer Betrieb) |      | 1951: Bahnanschluss von Rarwino (ehem. Rarfin) | 1951: Bahnanschluss von Rarwino (ehem. Rarfin) |
| Haltepunkt / Haltestelle (Strecke außer Betrieb)                    |      | 1951: Lepino Trójkąt (Gleisdreieck Leppin)     | 1951: Lepino Trójkąt (Gleisdreieck Leppin)     |
| Kopfbahnhof Streckenende (Strecke außer Betrieb)                    | 20,2 | Stolzenberg                                    | (Sławoborze)                                   |

| Strecke (außer Betrieb)                                   |      | von Kolberg                              | von Kolberg           |
| Bahnhof (Strecke außer Betrieb)                           | 0,0  | Groß Jestin                              | (Gościno)             |
| Abzweig geradeaus und nach rechts (Strecke außer Betrieb) |      | nach Roman-Regenwalde                    | nach Roman-Regenwalde |
| Haltepunkt / Haltestelle (Strecke außer Betrieb)          | 1,1  | Groß Jestin Friedhof                     | (Gościno Żalno)       |
| Abzweig geradeaus und nach rechts (Strecke außer Betrieb) |      | nach Stolzenberg                         | nach Stolzenberg      |
| Haltepunkt / Haltestelle (Strecke außer Betrieb)          | 2,6  | Groß Jestin Gut                          | (Gościno Dwór)        |
| Haltepunkt / Haltestelle (Strecke außer Betrieb)          | 4,2  | Moitzlin                                 | (Myślin Kołobrzeskie) |
| Haltepunkt / Haltestelle (Strecke außer Betrieb)          | 7,3  | Klein Pobloth                            | (Pobłocie Małe)       |
| Bahnhof (Strecke außer Betrieb)                           | 9,1  | Groß Pobloth                             | (Pobłocie Wielkie)    |
| Haltepunkt / Haltestelle (Strecke außer Betrieb)          | 11,0 | Fuchsmühle                               | (Lisiny)              |
| Haltepunkt / Haltestelle (Strecke außer Betrieb)          | 12,5 | Kerstin                                  | (Karścino)            |
| Abzweig geradeaus und von links (Strecke außer Betrieb)   |      | nach Lustebuhr                           | nach Lustebuhr        |
| Bahnhof (Strecke außer Betrieb)                           | 15,8 | Lübchow                                  | (Lubiechowo)          |
| Kopfbahnhof Streckenende (Strecke außer Betrieb)          | 19,3 | Körlin Ldb.                              | (Karlino Wąsk.)       |
|                                                           |      | Bahnstrecke Kolberg–Belgard–Schneidemühl |                       |

| Strecke (außer Betrieb)                                  |     | Bahnstrecke von Körlin       | Bahnstrecke von Körlin       |
| Bahnhof (Strecke außer Betrieb)                          | 0,0 | Lübchow                      | (Lubiechowo)                 |
| Abzweig geradeaus und nach links (Strecke außer Betrieb) |     | Bahnstrecke nach Groß Jestin | Bahnstrecke nach Groß Jestin |
| Haltepunkt / Haltestelle (Strecke außer Betrieb)         | 0,6 | Lübchow Gut                  | (Lubiechowo Dwór)            |
| Haltepunkt / Haltestelle (Strecke außer Betrieb)         | 2,3 | Emmasthal                    | (Krężoł)                     |
| Haltepunkt / Haltestelle (Strecke außer Betrieb)         | 5,0 | Klaptow                      | Kłopotowo                    |
| Haltepunkt / Haltestelle (Strecke außer Betrieb)         | 6,4 | Peterfitz                    | (Piotrowice)                 |
| Kopfbahnhof Streckenende (Strecke außer Betrieb)         | 7,9 | Lustebuhr                    | (Włościborz)                 |

Die Kolberger Kleinbahn (KKB) war eine meterspurige Schmalspurbahn in Pommern.

## Geschichte und Streckennetz
1892 erließ das Preußische Abgeordnetenhaus das Gesetz über Kleinbahnen und Privatanschlussbahnen, das am 28. Juli in Kraft trat. Darin war folgende Definition zu finden: „Kleinbahnen sind die dem öffentlichen Verkehr dienende Eisenbahnen, welche wegen ihrer geringen Bedeutung für den allgemeinen Eisenbahnverkehr dem Gesetz über Eisenbahnunternehmungen nicht unterliegen. Insbesondere sind Kleinbahnen der Regel nach solche Bahnen, welche hauptsächlich den örtlichen Verkehr innerhalb eines Gemeindebezirkes oder benachbarter Gemeindebezirke vermitteln.“ Dies löste eine Reihe von privatwirtschaftlichen Kleinbahngründungen aus, zu denen auch die der KKB gehörte.
1894 wurde die Kolberger Kleinbahn-AG in Kolberg (heute: Kołobrzeg) gegründet; ihren Sitz hatte die AG jedoch zunächst in Groß Jestin (Gościno). Erst ab 1920 befand er sich in Kolberg.
Am 1. Juni 1895 wurde der erste Streckenabschnitt der von Lenz  Co. gebauten Bahn in Betrieb genommen. Er verband die Stationen Regenwalde (Resko) und Roman (Rymań) miteinander. Ebenfalls 1895 wurden auch die Strecken Roman–Kolberg und Groß Jestin–Stolzenberg (Sławoborze) eingeweiht.
1899 wurde eine Verbindungsstrecke zur weiter westlich gelegenen Greifenberger Kleinbahn eingerichtet. Diese hatte allerdings eine Spurweite von 750 Millimetern, so dass zunächst die Güter an der Anschlussstelle Dummadel (Tąpadły) von Hand umgeladen werden mussten. 1901 wurde die Spurweite der Greifenberger Kleinbahn angepasst.
1907 kam mit der Regenwalder Kleinbahn eine neue Anschlussstelle hinzu. Waren die Züge der Kolberger Kleinbahn bislang bis zum Bahnhof Regenwalde Süd gefahren, konnten die Fahrgäste jetzt im Gemeinschaftsbahnhof Regenwalde Nord umsteigen. Nur Güterzüge der Kolberger Kleinbahn fuhren noch bis 1912 nach Regenwalde Süd.
1909 wurde das Netz um einen acht Kilometer langen Abschnitt von Groß Jestin nach Groß Pobloth erweitert. Dieser Streckenabschnitt wurde 1915 bis Körlin verlängert. Im selben Jahr wurde auch die Stichstrecke Lübchow–Lustebuhr angelegt.
Um konkurrenzfähig zu bleiben, richtete man in den 1920er Jahren auch Omnibuslinien ein. Außerdem wurden ein Lanz-Bulldog und drei Zweiseitenkipper angeschafft.
Erweitert wurde das Schienennetz in der Nachkriegszeit. 1951 wurde eine Verbindung zwischen Leppin (Lepino) und Rarfin (Rarwino) eingerichtet. Damit war ein Anschluss an die Köslin-Bublitz-Belgarder Kleinbahn geschaffen. Damit war die größte Ausdehnung des Schienennetzes erreicht; es umfasste schließlich eine Strecke von etwa 82,5 Kilometern Länge.
In den 1960er Jahren wurden die Teilstrecken Kolberg–Groß Jestin und Groß Jestin–Körlin (Karlino) stillgelegt und abgebaut. Das restliche Netz blieb erhalten, wurde aber schließlich fast nur noch für Überführungsfahrten in Werkstätten benutzt.

## Betriebsleitung
Bis 1910 hatte das Unternehmen Lenz & Co. die Betriebsleitung der Pommerschen Kleinbahnen inne, dann ging diese an den Provinzialverband von Pommern über. 1920 wurde die Kleinbahnabteilung des Provinzialverbandes aufgelöst. Die Kolberger Kleinbahn gehörte nun der Vereinigung hinterpommerscher Kleinbahnen an. 1937 fand wieder ein Wechsel zum Provinzialverband von Pommern statt. 1940 schließlich ging die Betriebsleitung auf die Pommerschen Landesbahnen über. Mit diesem Wechsel ging 1943 eine Änderung des Nummernsystems einher, die sich allerdings nicht auf die Fahrzeugbeschriftungen auswirkte.
Im März 1945 wurde das Gebiet der Kolberger Kleinbahn eingenommen und der Zugverkehr kam zunächst zum Erliegen. Nach dem Zweiten Weltkrieg wurde er unter der Leitung der PKP wieder aufgenommen.

## Lokomotiven
Insgesamt 19 Dampflokomotiven waren bei der KKB im Einsatz. Von den sechs Vulcan-Lokomotiven (1360, 1361, 1362, 1380, 1381, 1382) vom Lenz-Typ i aus dem Gründungsjahr 1894 ist wahrscheinlich keine erhalten geblieben. Auch zwei weitere Lokomotiven (Vulcan 1777, 1778) vom gleichen Typ können nach 1945 nicht mehr nachgewiesen werden. Von den später beschafften Malletlokomotiven von Typ ii ging eine O&K-Lokomotive von 1907 (2601) in den Besitz der Heeresfeldbahnen über und ist verschollen, ebenso wie zwei Hanomag-Loks von 1911/12 (6100, 6773). Die Hanomag 6419 des gleichen Typs aus dem Jahr 1911 war bis Juni 1957 bei den PKP im Einsatz, die dreifach gekuppelte Henschel 5972 von 1902 sogar bis 1961. Der Verbleib der Hohenzollern 1340 von 1900 ist unbekannt; sie war 1945 noch im Besitz der PKP. Auch über das Schicksal der Borsig 12249 von 1930 ist nichts bekannt. Zwei Vulcan-Lokomotiven aus den 1920er Jahren (3865 und 3848) Bauart 1’C1’ bzw. 1’D1’ wurden bis 1974 benutzt; letztere befindet sich im Schmalspurbahnmuseum Gryfice. Vom Typ I von 1914 war eine (Vulcan 2996) bis 1969 im Einsatz, eine weitere (Vulcan 2997) scheint erhalten geblieben zu sein. Sie ging 1973 in den Besitz des Eisenbahnmuseums Warschau über.

## Wagen

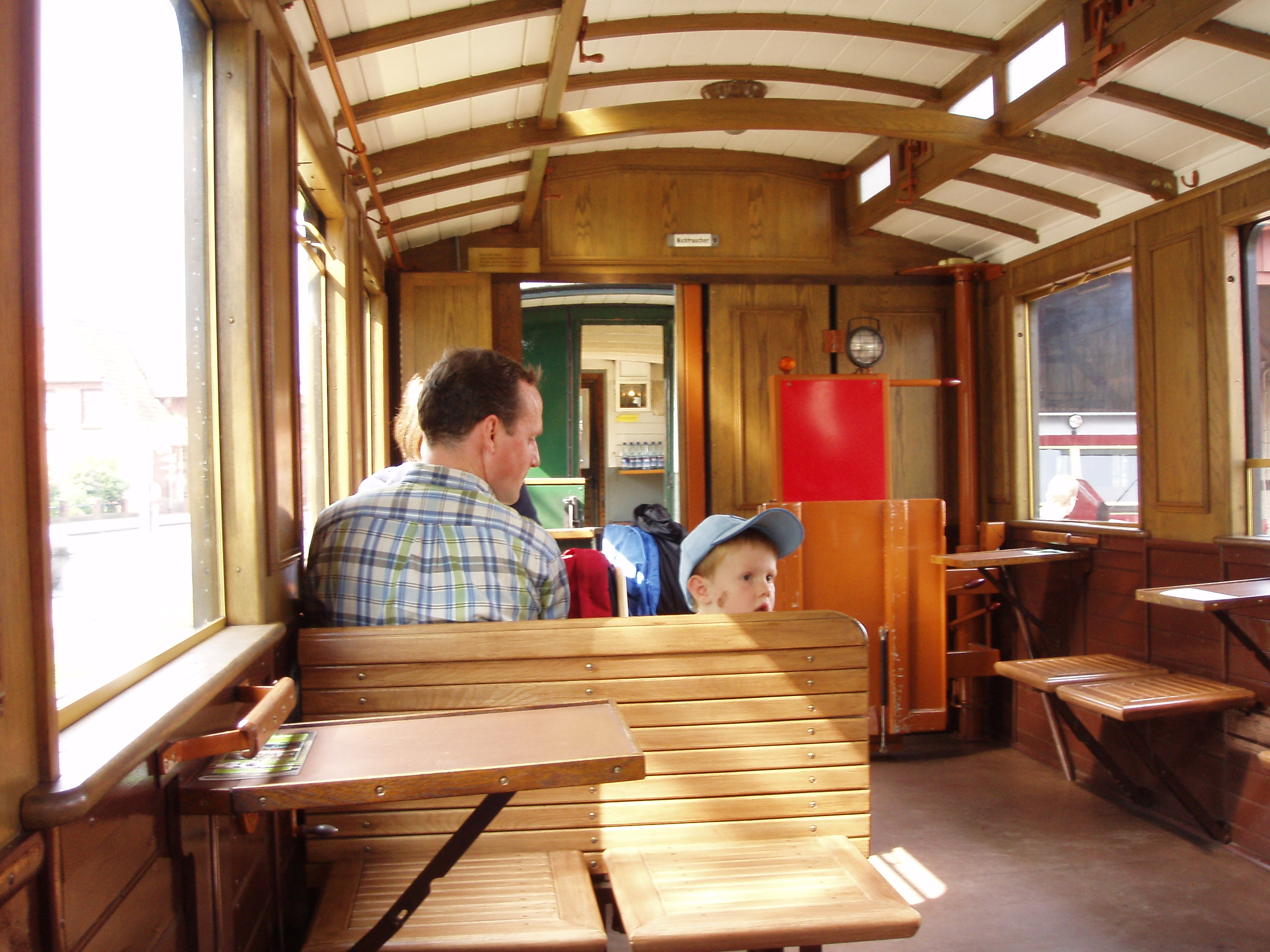
Das Innere des Wagens

Ein ehemaliger Personenwagen der Kolberger Kleinbahn ist als DEV 17 beim Deutschen Eisenbahn-Verein (DEV) im Einsatz. Er stammt wahrscheinlich aus dem Jahr 1913 oder 1914, wurde in der Zeit bei den PKP mit einem anderen Wagenkasten versehen und vom DEV wieder mit einem Wagenkasten nach historischen Plänen aufgebaut. Dabei wurden Zugeständnisse an die Erfordernisse der Barrierefreiheit gemacht, weil dadurch keine historische Substanz beeinträchtigt wurde. Der mit zwei Hubliften ausgestattete Wagen wird in den meisten dampflokgezogenen Zügen des DEV mitgeführt.

## Galerie

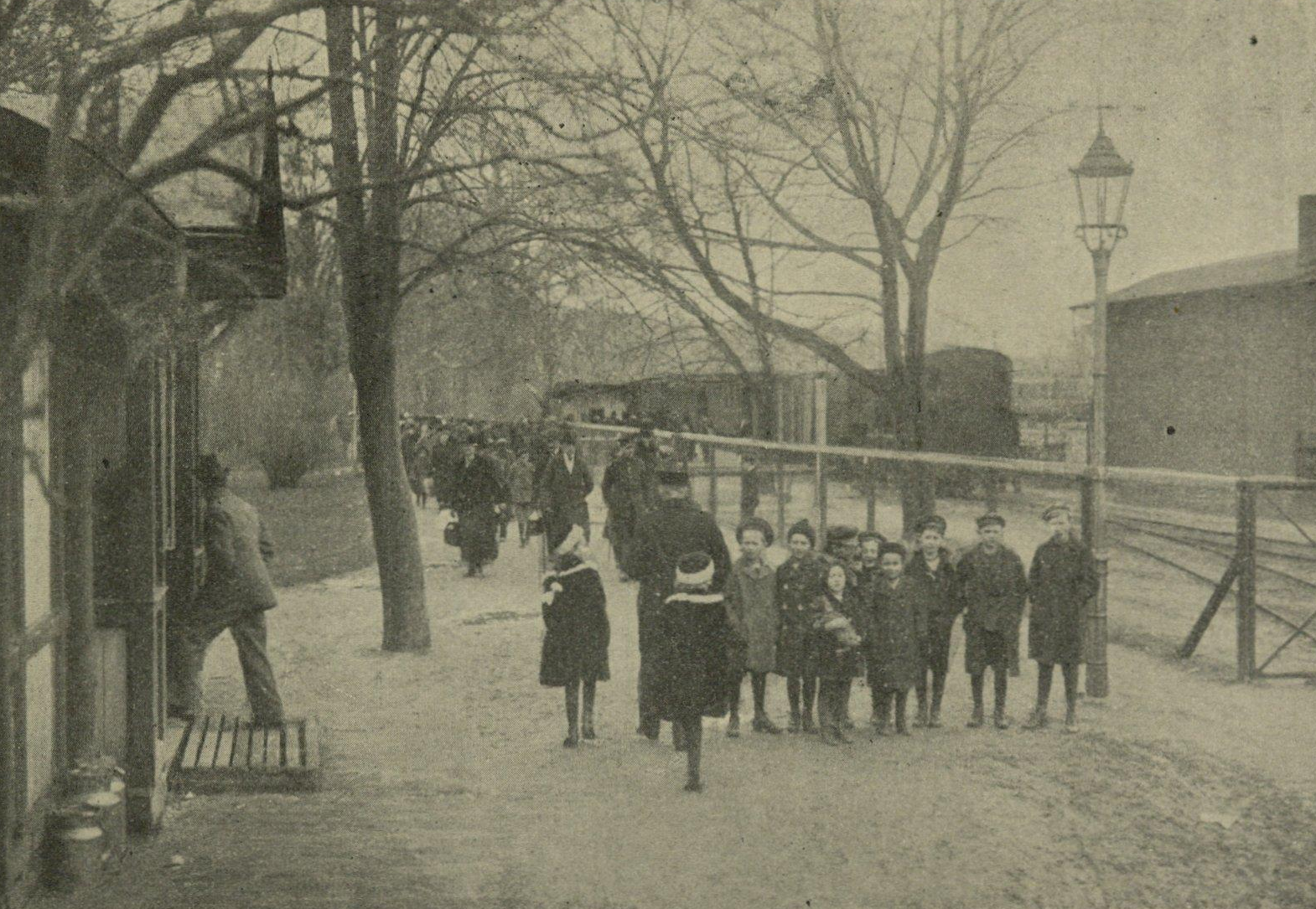
Hauptbahnhof Kolberg, Einfahrt des von Regenwalde kommenden Zuges
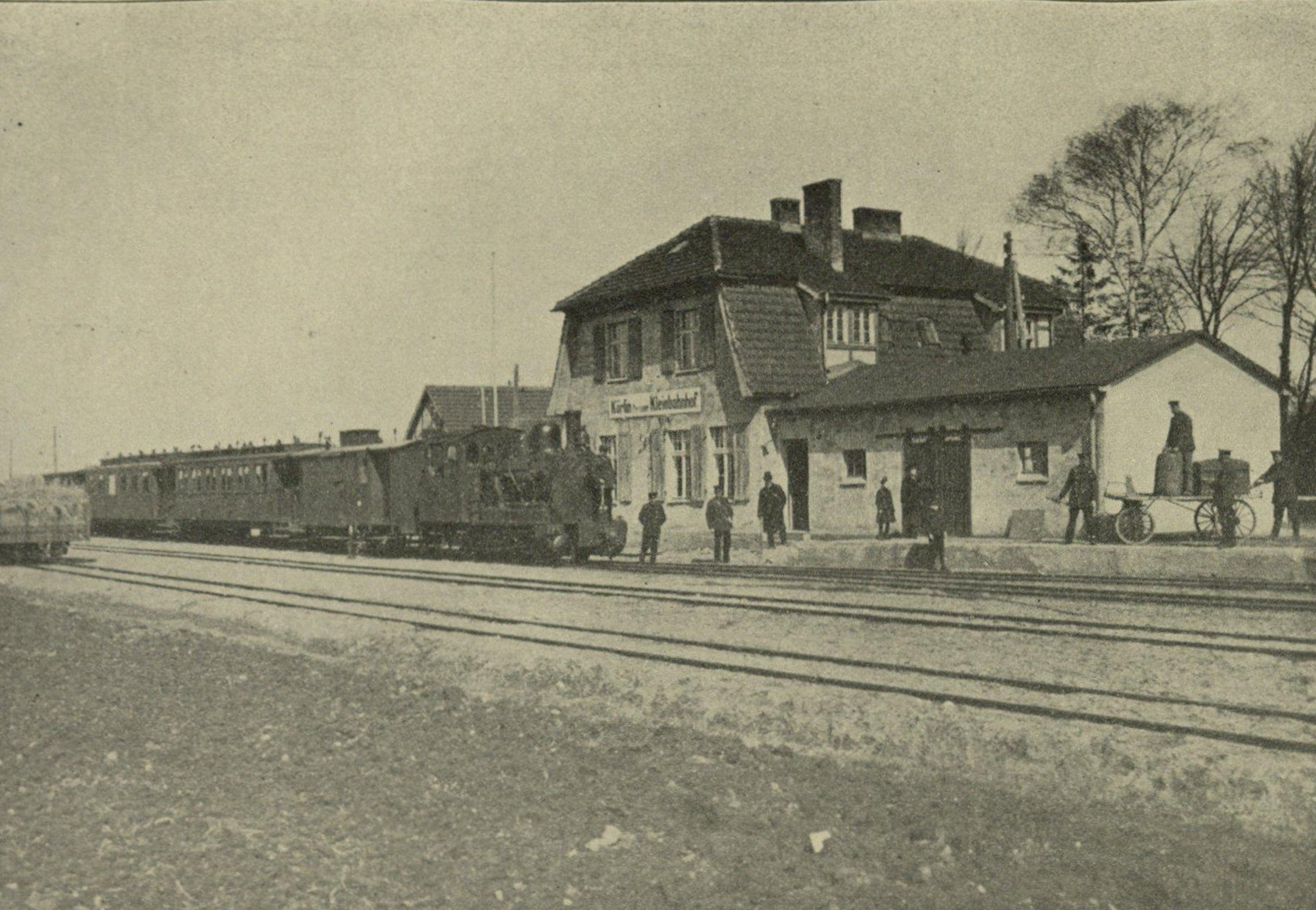
Bahnhof Körlin
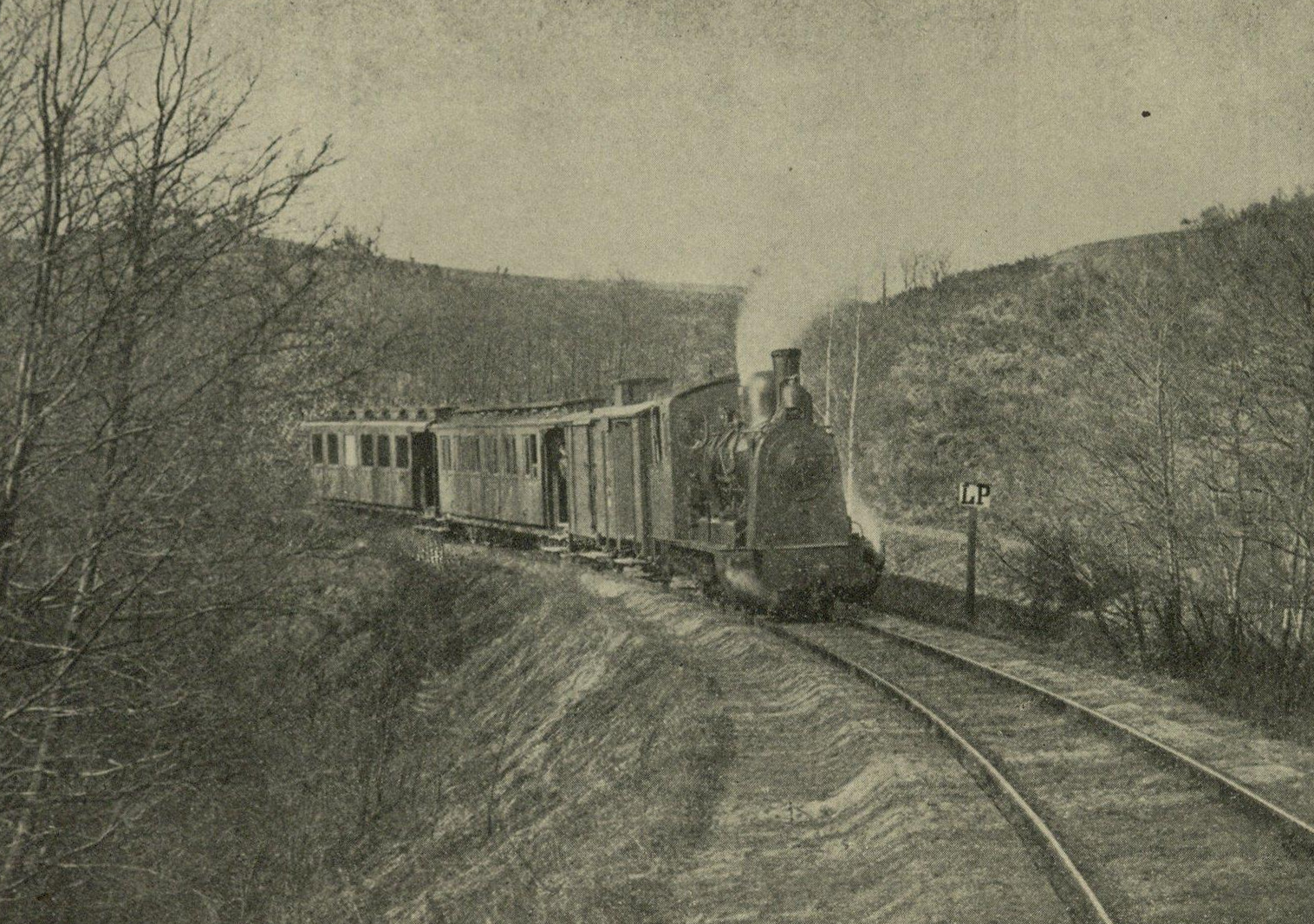
Streckenabschnitt im Plauenthiner Grund
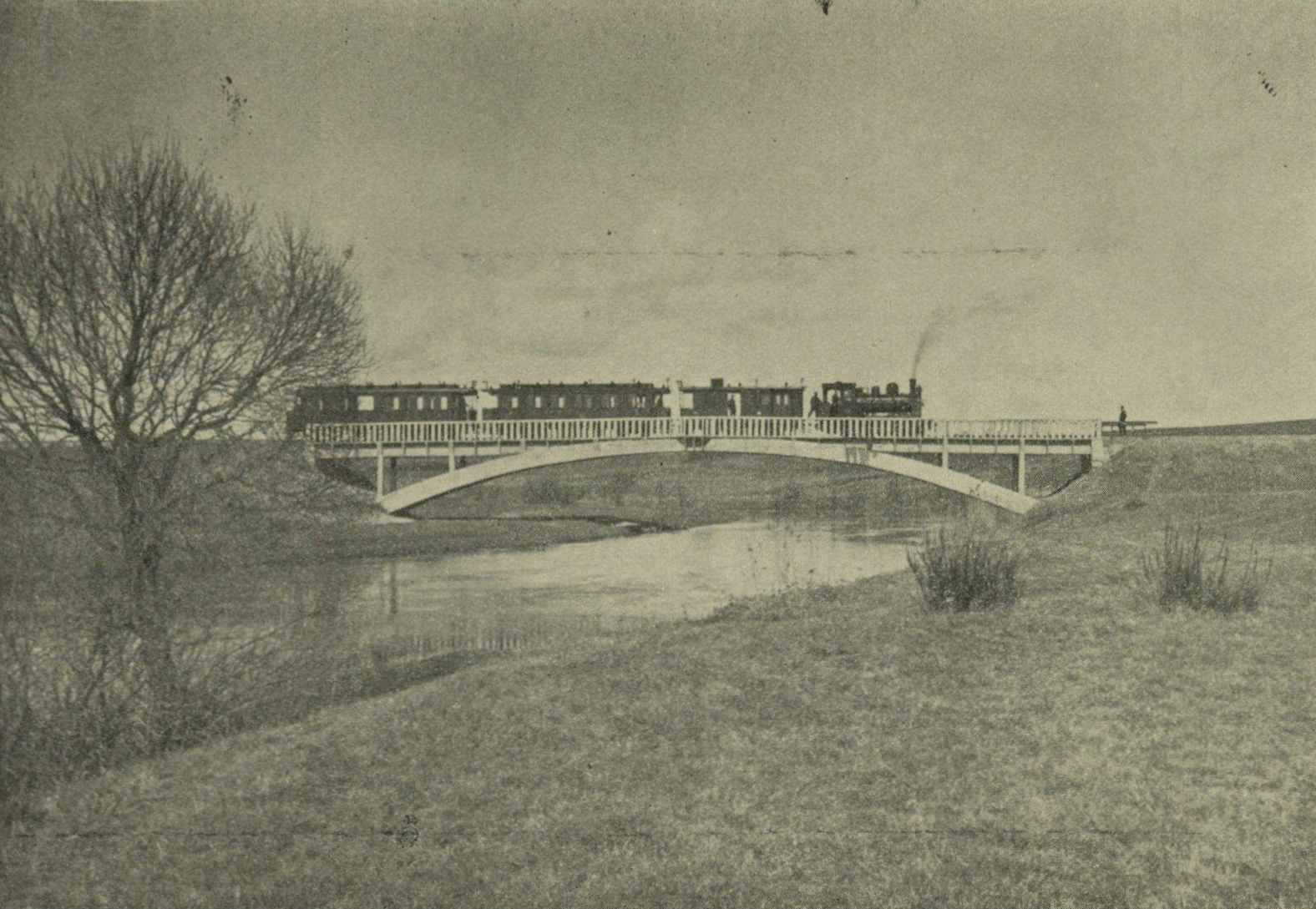
Brücke über die Persante